# Петровка (Половинський округ)
Петро́вка (рос. Петровка) — присілок у складі Половинського округу Курганської області, Росія.
Населення — 97 осіб (2010, 158 у 2002).
Національний склад станом на 2002 рік:
- росіяни — 78 %